# Gastrochilus japonicus
Gastrochilus japonicus (возможное русское название Гастрохилус японский) — вид эпифитных травянистых растений семейства Орхидные.
Вид не имеет устоявшегося русского названия, в русскоязычных источниках обычно используется научное название Gastrochilus japonicus.

## Синонимы
По данным Королевских ботанических садов в Кью:
- Saccolabium somai Hayata, (1914)
- Gastrochilus somai (Hayata) Hayata, (1915)
- Gastrochilus holttumianus S.Y.Hu & Barretto (1976)
- Gastrochilus taiwanianus S.S.Ying (1977)
- Saccolabium japonicum Makino (1891) basionym

## Биологическое описание
Миниатюрное моноподиальное растение до 8 см высотой.
Листья 5—10 см длиной и 1,0—1,5 см шириной.
Соцветие около 2 см в длину, 4—7 цветковое, располагается под розеткой листьев.
Цветки около 2 см в диаметре, по 4—7 на коротком цветоносе, имеют слабый аромат, похожий на аромат цветков нарцисса.

## Распространение, экологические особенности
Естественный ареал вида — Япония и Тайвань.
В Японии Gastrochilus japonicus встречается на островах Хонсю, Амами, Ириомотэ, Исигаки, Сикоку, Кюсю, Яку, Окинава, Сакисима и Рюкю. На Тайване растение встречается в лесах на всей территории острова, на высотах от 500 до 2000 метров над уровнем моря.

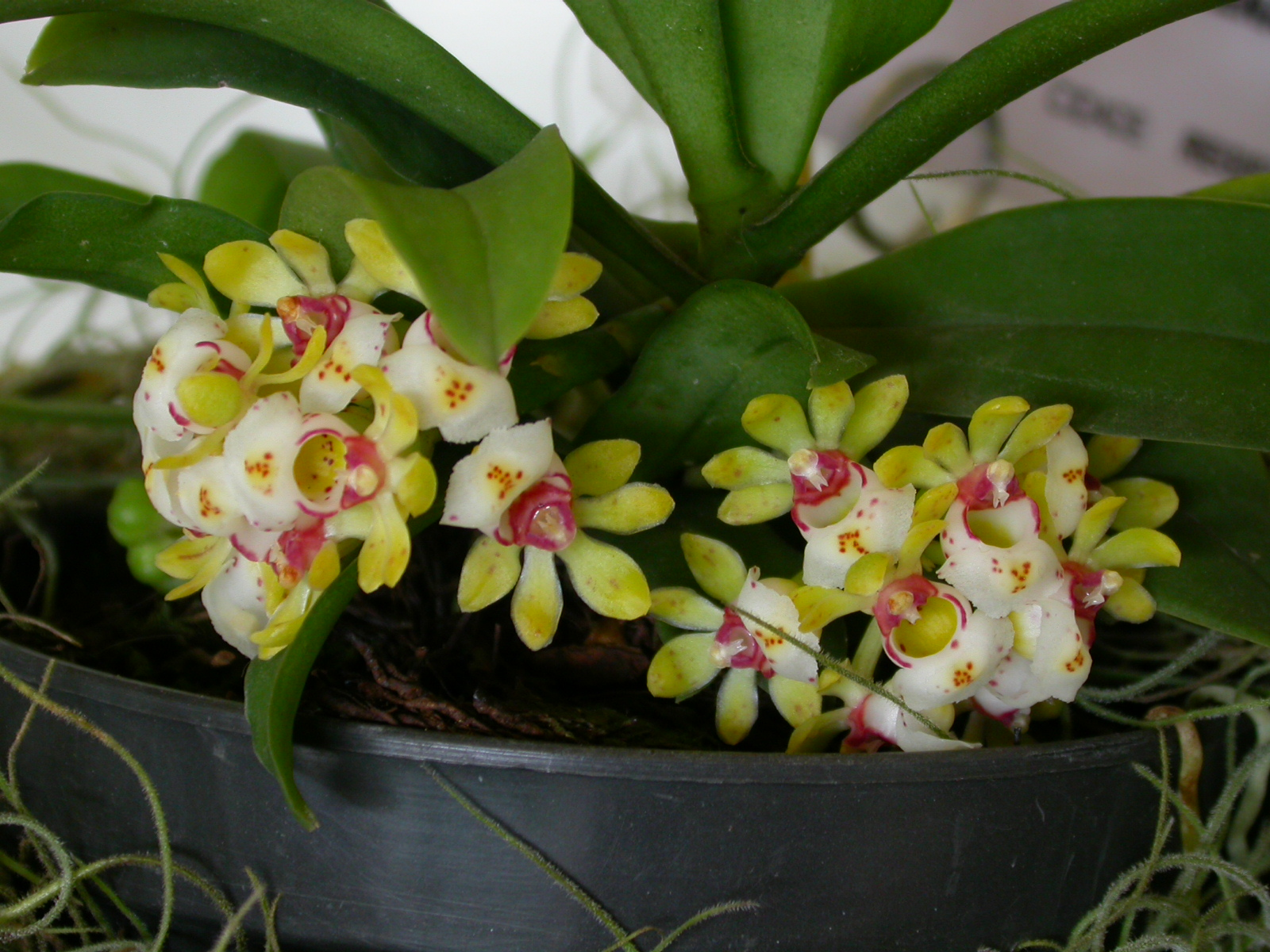
Gastrochilus japonicus

В природе редок. Относится к числу охраняемых видов (II приложение CITES).
В местах естественного произрастания зафиксированы экстремальные температуры: 31 °C и 0 °C.
Относительная влажность воздуха около 80 % в течение всего года.
Средние температуры (день/ночь) с 18,6/8,6 °С в январе до 26,1/17,2 °C в августе.
Период цветения: с апреля по сентябрь, с пиком в летний период.
Климат в (Тайбэй, Тайвань):
- Т — Средняя температура воздуха (ночь/день)
- Ос — Количество осадков, мм

| Месяц    | Т      | Ос  |
| -------- | ------ | --- |
| январь   | 12/18° | 103 |
| февраль  | 12/18° | 192 |
| март     | 14/20° | 211 |
| апрель   | 18/24° | 127 |
| май      | 21/27° | 214 |
| июнь     | 23/30° | 200 |
| июль     | 25/32° | 113 |
| август   | 25/31° | 117 |
| сентябрь | 23/30° | 151 |
| октябрь  | 21/26° | 104 |
| ноябрь   | 17/23° | 96  |
| декабрь  | 14/19° | 81  |

## В культуре
Свет: от слабого до умеренного; 20000—30000 люкс (рассеянный свет, лёгкое притенение).
Средняя дневная температура воздуха летом 25—26 °C, ночная 17—18 °C, с ежедневной амплитудой 7—9 °C. Из-за широкого диапазона местообитаний, растения могут быть адаптированы к условиям на 3—4 °C теплее или холоднее, чем указано выше. Дневная температура воздуха зимой 19—20 °C, ночная 9—10 °C.
Относительная влажность воздуха 80—90 %.
Наиболее предпочтительна посадка растения на блок с подкладкой из мха или корней папоротника.
Специальные комплексные удобрения для орхидей в минимальной концентрации используются только в период активной вегетации.